# General Custers sidste Kamp
General Custers sidste Kamp er en amerikansk stumfilm fra 1912 af Francis Ford.

## Medvirkende
- Francis Ford som George Armstrong Custer
- Grace Cunard som Mrs. Custer
- William Eagle Shirt
- J. Barney Sherry som James McLaughlin
- Art Acord